# Aechmea hoppii
Aechmea hoppii là một loài thực vật có hoa trong họ Bromeliaceae. Loài này được (Harms) L.B.Sm. mô tả khoa học đầu tiên năm 1953.